# کنگک
کنگک، روستایی از توابع بخش مرکزی شهرستان فریمان در استان خراسان رضوی ایران است.روستا دارای کاریز و مسجد و مدرسه ...است.

## جمعیت
این روستا در دهستان بالابند قرار دارد و براساس سرشماری مرکز آمار ایران در سال ۱۳۸۵، جمعیت آن ۷۲ نفر (۱۹خانوار) بوده‌است.